# Степаненко, Василий Васильевич
Василий Васильевич Степаненко (1923—1945) — капитан Рабоче-крестьянской Красной Армии, участник Великой Отечественной войны, Герой Советского Союза (1945).

## Биография
Василий Степаненко родился 3 февраля 1923 года в селе Тимофеевка (ныне — Теренкольский район Павлодарской области Казахстана). Окончил десять классов школы. В октябре 1941 года Степаненко был призван на службу в Рабоче-крестьянскую Красную Армию. В 1942 году он окончил Фрунзенское пехотное училище. С марта того же года — на фронтах Великой Отечественной войны. В 1943 году окончил курсы «Выстрел». В боях два раза был ранен.
К январю 1945 года гвардии капитан Василий Степаненко командовал батареей 467-го гвардейского миномётного полка 7-го гвардейского танкового корпуса 3-й гвардейской танковой армии 1-го Украинского фронта. Отличился во время Висло-Одерской операции. 23 января 1945 года батарея Степаненко переправилась через Одер под Оппельном и приняла активное участие в боях за захват и удержание плацдарма на его западном берегу, только во время отражения первых двух контратак уничтожив 5 огневых точек, 10 автомашин и около 80 солдат и офицеров противника. Во время последующих боёв артиллеристы Степаненко уничтожили артиллерийскую батарею и около 50 вражеских солдат и офицеров.
Указом Президиума Верховного Совета СССР от 10 апреля 1945 года за «образцовое выполнение боевых заданий командования на фронте борьбы с немецкими захватчиками и проявленные при этом отвагу и геройство» гвардии капитан Василий Степаненко был удостоен высокого звания Героя Советского Союза с вручением ордена Ленина и медали «Золотая Звезда».
2 мая 1945 года Степаненко пропал без вести в Берлине. С 1985 года считается, что он захоронен как неизвестный в Трептов-парке.
Был также награждён орденами Отечественной войны 1-й степени и Красной Звезды.
В честь Степаненко названы школа и улица в селе Беловодское Московского района Чуйской области Кыргызстана.